# アグスティン・オリオン
アグスティン・イグナシオ・オリオン（Agustín Ignacio Orión (スペイン語発音: [aɣusˈtin oˈɾjon]), 1981年6月26日 - ）は、アルゼンチン・ブエノスアイレス州出身の元同国代表サッカー選手。現在は無所属。アルゼンチン代表である。ポジションはゴールキーパー。

## クラブ経歴

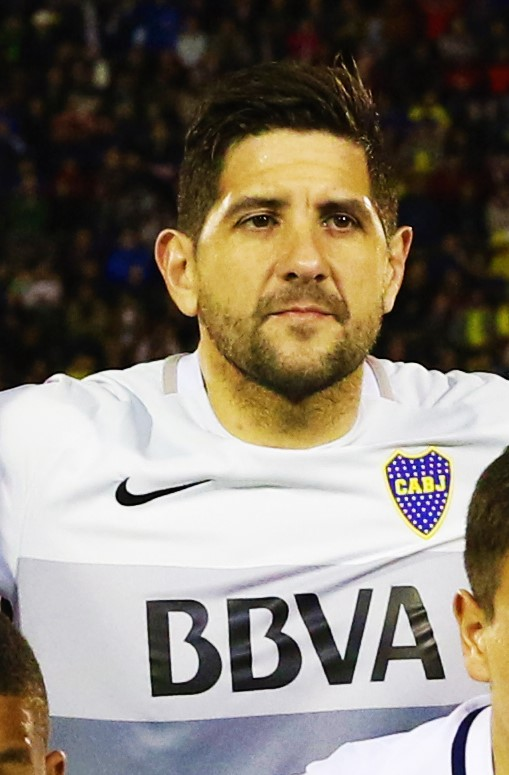
ボカ・ジュニアーズでのオリオン（コパ・リベルタドーレス2016）

2008年のコパ・リベルタドーレスはグループリーグ6試合とノックアウトステージ4試合すべてに出場した。グループリーグをCRフラメンゴに次ぐ2位で通過し、決勝トーナメント1回戦ではCAリーベル・プレートとのアルゼンチン勢同士の試合となった。ファーストレグは2-1で勝利したが、敵地でのセカンドレグでは試合途中までに2-0とリードを許した。しかし、残り20分ほどでゴンサロ・ベルヘッシオが2得点し、2試合合計4-3で勝ち抜けた。準々決勝のLDUキト戦はホーム&アウェーの2試合とも1-1でPK戦に試合の結果が委ねられたが、敵地でのPK戦でPKを5本とも決められ、優勝したLDUキトに1-1 (PK3-5) で敗れた。2009年3月、コパ・リベルタドーレスのリベルタ戦で開始早々に右膝十字靭帯を負傷し、全治半年近くの大怪我を負った。控えゴールキーパーのブルーノ・センテーノやイラリオ・ナバーロを起用せざるをえなかったCAサン・ロレンソ・デ・アルマグロはグループ最下位で大会を終えた。2010年はエストゥディアンテス・デ・ラ・プラタへ移籍。

## 代表経歴
2007年、アルゼンチン代表としてベネズエラで開催されたコパ・アメリカ2007に招集された。オスカル・ウスタリの負傷により追加招集されたもので、ロベルト・アボンダンシェリ、フアン・パブロ・カリーソに次ぐ第3ゴールキーパーという位置づけで、出場はなかった。2011年9月4日、スーペルクラシコ・デ・ラス・アメリカスのブラジル戦でアルゼンチン代表デビューした。

## 代表歴

### 出場大会
- アルゼンチン代表
  - 2014 FIFAワールドカップ

### 試合数
- 国際Aマッチ 3試合 0得点（2011年-2012年）[4]

| アルゼンチン代表 | 国際Aマッチ | 国際Aマッチ |
| 年               | 出場        | 得点        |
| ---------------- | ----------- | ----------- |
| 2011             | 2           | 0           |
| 2012             | 1           | 0           |
| 通算             | 3           | 0           |

## タイトル
サン・ロレンソ
- プリメーラ・ディビシオン : 2006-07C

エストゥディアンテス
- プリメーラ・ディビシオン : 2010-11A

ボカ・ジュナーズ
- プリメーラ・ディビシオン : 2011-12A, 2015
- コパ・アルヘンティーナ : 2011-12, 2014-15